# フェリエ南草津
フェリエ南草津（フェリエみなみくさつ・FeriE南草津）は、滋賀県草津市野路一丁目のJR琵琶湖線（東海道本線）南草津駅前にある複合商業施設。

## 歴史

### 年表
2002年（平成14年）7月18日：開業。

### 備考
周辺の商業施設との競争激化や新型コロナウィルスの感染拡大の影響で利用客の減少が見られ、空き店舗が見られるようになった。2021年（令和3年）4月時点で40店舗中7店舗が空き店舗となっている。

## 特色
UFJ信託銀行が土地信託方式によって3600平方メートルの土地に建設した。2032年度（令和14年度）まで草津市に信託配当が支払われる。
草津市における南草津駅周辺のまちづくり拠点となっている。公共施設やスポーツジムも入居している。1階から4階にかけて吹き抜けになっている。
入居店舗・図書館を利用すると、金額に関わらず、近くにある草津市営駐車・駐輪場を待遇利用できる。駐車場は1 - 3階・5階図書館利用で2時間無料、4階・5階市民交流プラザ・ 6階利用で4時間無料。駐輪場はどの階利用でも1日無料。エスカレーターは機械が見えるスケルトンタイプで、1階から4階で利用できる。

## フロア構成

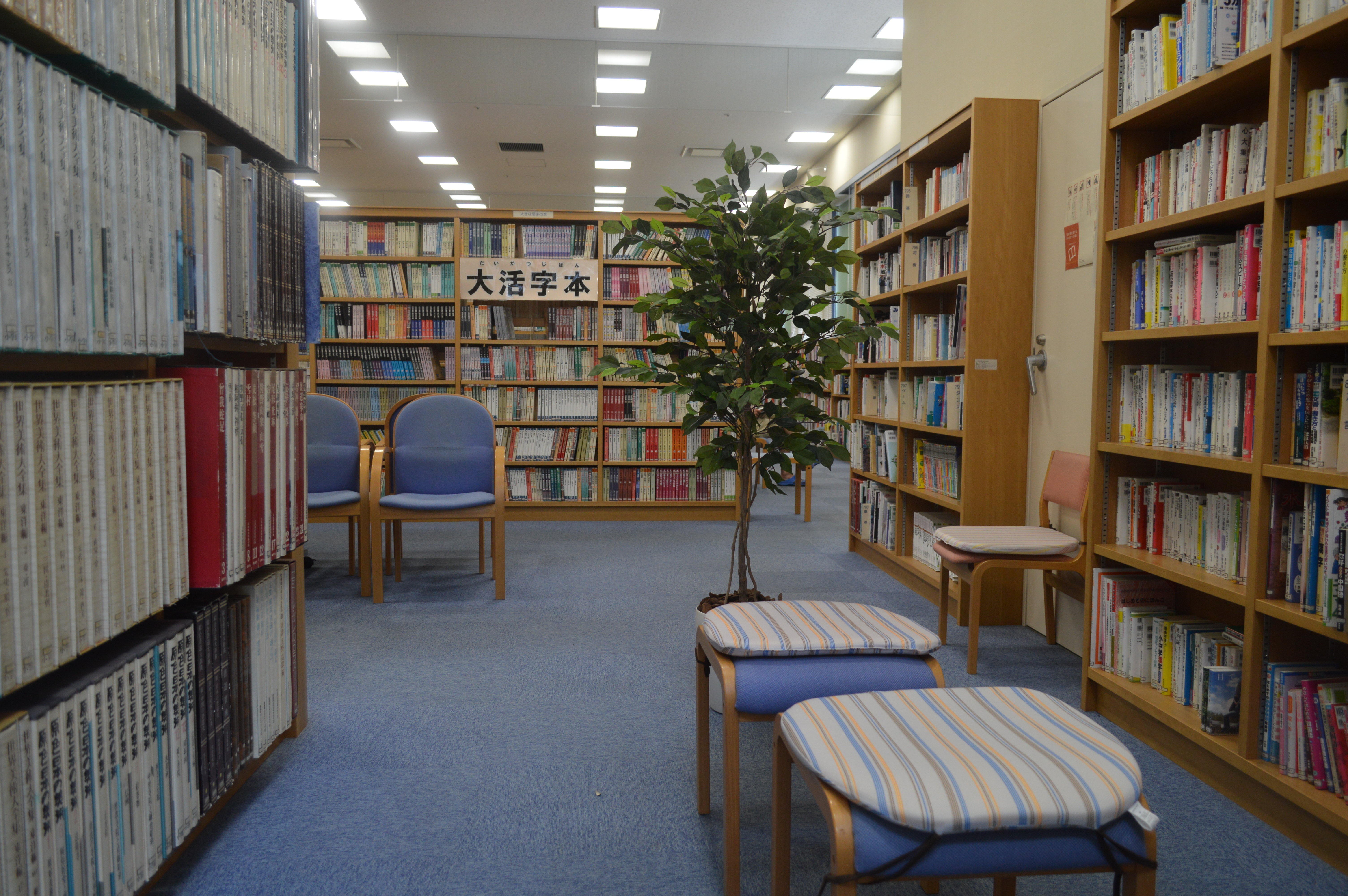
南草津図書館

- 1階 - 「ビューティコンビニエンス&フーズ」のフロア・バス・タクシー乗り場

テナント8店舗 - ケンタッキーフライドチキン、ドラッグココカラファイン、レディス　ハニーズ、ベーカリー クーズコンセルボなど。
- 2階 - 「アウトドア・カジュアル」のフロア

テナント4店舗 - モンベル（アウトドア）、COLOR BOX（振袖専門館）、スマホ リペア プラス（スマホ修理・プリクラ）、ふたば書房（書籍・文具・雑貨）など。
- 3階 - 「ライフユーティリティ&ダイニング」のフロア・JR南草津駅直結連絡デッキ

テナント8店舗 - 生パスタ ひより、とんかつ かつ屋、100円ショップ キャンドゥ、金券ショップ　チケットライフ、創作居酒屋もりした、学習塾　馬渕教室ほか。
- 4階 - 「ビューティ&リフレッシュ」のフロア

テナント11店舗 - リラクゼーション　ラフィネ、総合教育機関 ECC、占い セラピ、結婚相手紹介 ツヴァイ、アディーレ法律事務所ほか。
- 5階 - 「カルチャー&インテリジェンス」のフロア、草津市立市民交流プラザ・草津市立南草津図書館
- 6階 - 「ウェルネス&フィットネス」のフロア、ビバ・スポーツアカデミー。

## 営業時間
- 1階・2階・3階・4階 - 10：00 - 20：30（一部を除く）
- 3階レストラン街 - 11：00 - 23：00（もりしたは17：00 - 23：00ラストオーダー）

（※5階、6階は曜日や使用状況により異なる）

## 周辺
- JR琵琶湖線（東海道本線）南草津駅
- 西友南草津店
- 南草津駅自転車自動車駐車場 - 無料サービスあり（先述）